# Jake Roberts
Aurelian Smith, Jr., noto anche con lo pseudonimo di Jake "The Snake" Roberts (Gainesville, 30 maggio 1955), è un ex wrestler statunitense.
Attualmente è sotto contratto con la All Elite Wrestling, in cui svolge il ruolo di manager on screen di Lance Archer.
Debuttò nel 1974 nella Mid-South Wrestling Association, all'epoca parte del circuito della National Wrestling Alliance. Nel 1986 approdò alla World Wrestling Federation e partecipò a WrestleMania II, dove sconfisse George Wells con un fulmineo DDT. Sebbene in WWF non abbia conquistato alcun titolo, Roberts fu comunque inserito in diverse faide con wrestler come Ricky "The Dragon" Steamboat, "Macho Man" Randy Savage, The Honky Tonk Man, André the Giant, Ted DiBiase e The Undertaker.
Roberts deve il soprannome "Snake" al fatto che era solito portare con sé un serpente durante i match e nel backstage; il più famoso tra i suoi "accompagnatori" è stato sicuramente il pitone Damien. Questa peculiarità, insieme al grande carisma, lo ha reso uno degli heel più noti nella storia della WWF, fungendo da esempio per wrestler delle generazioni successive non solo per l'azione sul ring, ma anche per i segmenti e le interviste al celebre Snake Pit. Lo stesso Roberts ha raccontato la genesi del suo celebre ring name durante un'intervista dove ha affermato di aver preso spunto dal soprannome di uno dei suoi idoli giovanili, il giocatore di football americano Ken "The Snake" Stabler, quarterback degli Oakland Raiders dal 1970 al 1979 e vincitore del Super Bowl nel 1977; per completare l'opera scelse il nome Jake che gli era sempre piaciuto e lo unì al cognome Roberts per ottenere le iniziali J.R. come quelle del cattivo del telefilm Dallas.
È l'inventore della tecnica nota come DDT, utilizzata come mossa finale. Il nome si rifà all'omonimo insetticida, per sottolinearne la pericolosità e la rapidità d'uso, ma è al contempo l'acronimo di Damien's Dinner Time (ora di cena di Damien). Come dichiarò in seguito, la mossa nacque a seguito di un errore sul ring: durante un match, il suo avversario gli pestò accidentalmente il piede e lui perse l'equilibrio, cadendo all'indietro e accompagnando al suolo la testa dell'altro wrestler.
Dopo un lungo periodo lontano dal ring, dovuto principalmente all'abuso di alcool e droghe, ha deciso di sottoporsi al trattamento riabilitativo di quattordici settimane pagato dalla WWE nel dicembre 2007. Ha annunciato il suo ritiro il 22 agosto 2010, durante un evento di una federazione indipendente nel territorio di New York, e il 5 aprile 2014 è stato introdotto nella WWE Hall of Fame.
Il periodo di riabilitazione è stato rappresentato nel documentario The Resurrection of Jake the Snake.

## Carriera

### Biografia
Figlio dell'imponente lottatore Aurelian "Grizzly" Smith, vincitore di numerose cinture di coppia nell'AWA e nella NWA negli anni sessanta e settanta, Jake crebbe in una famiglia dove il wrestling professionistico era molto presente data la professione del padre. Roberts inoltre è fratello (stesso padre, madre diversa) di altri due wrestler: l'ex campionessa mondiale WWF Women World Championship Rockin' Robin (Robin Smith), e Sam Houston (Michael Smith), jobber che militò in WWF negli anni ottanta.

### Gli inizi

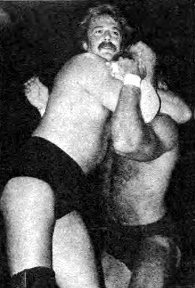
Jake Roberts vs Paul Orndorff nel 1981

Roberts iniziò la sua carriera di wrestler nel 1974 in Louisiana, sia come arbitro che come lottatore, facendosi le ossa in federazioni quali la Mid-South Wrestling, la Mid-Atlantic Championship Wrestling, e la Georgia Championship Wrestling. Fu nella National Wrestling Alliance durante il 1983 che Roberts entrò a far parte della stable di Paul Ellering denominata Road Warriors, e iniziò un feud con Ron Garvin per il titolo NWA World Television Championship che si protrasse fino al 1984. Nel 1984, Roberts entrò nella World Class Championship Wrestling alleadosi con "Gentleman" Chris Adams e Gino Hernandez nella loro faida contro la famiglia Von Erich, e vincendo nel frattempo il WCCW Television Title e il 6-Man Tag Team Title (insieme ad Adams ed Hernandez). Roberts fece ritorno alla Mid-South Wrestling nel 1985, per poi andarsene definitivamente nel febbraio 1986 per approdare in WWF, dopo un feud con Dick Slater, durante il quale riuscì a vincere per la seconda volta il North-American Title.

### World Wrestling Federation

#### 1986–1988

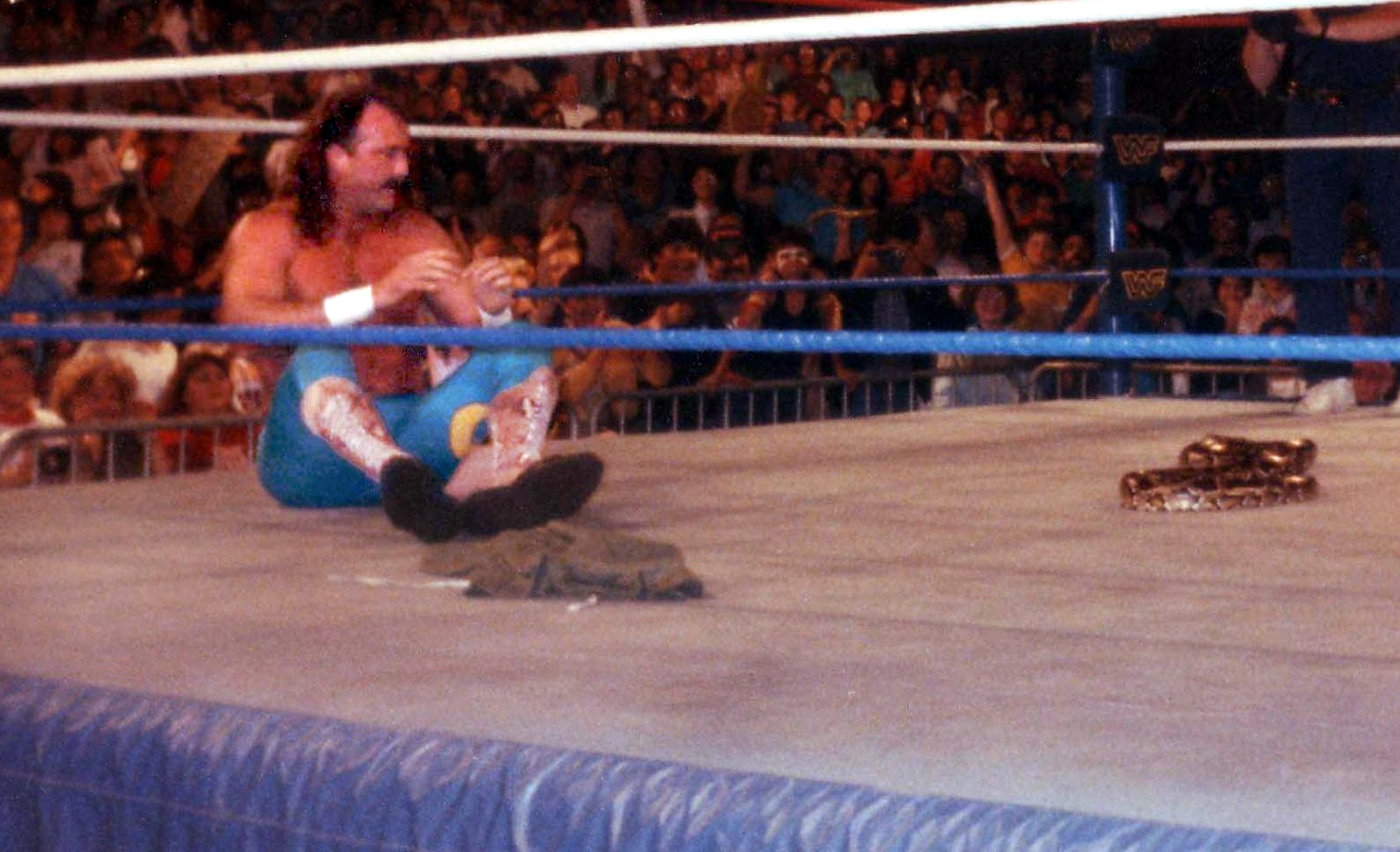
Roberts con Damien al centro del ring

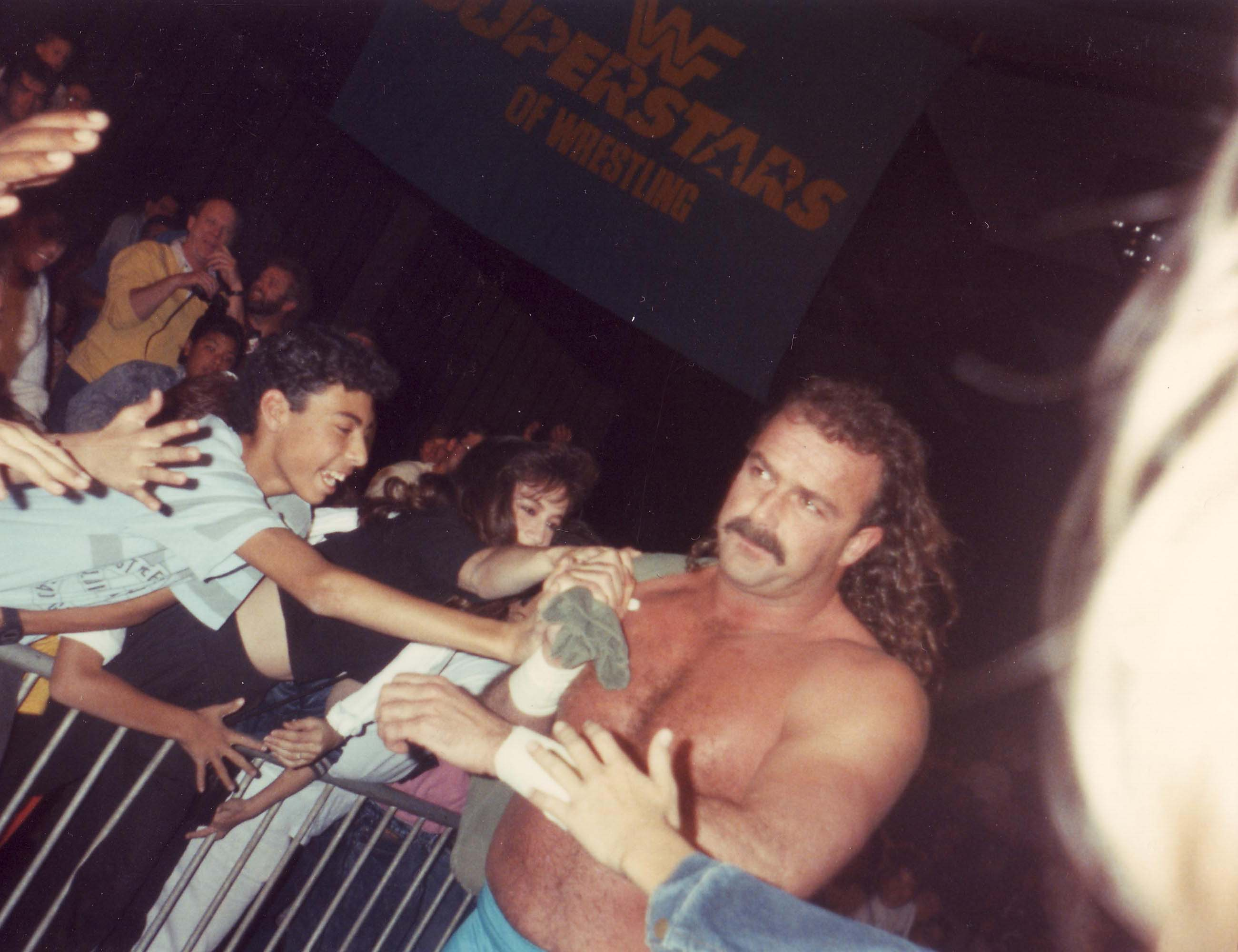
Jake "The Snake" Roberts alla fine degli anni ottanta

Il primo feud importante di Roberts in WWF fu quello che lo contrappose a Ricky "The Dragon" Steamboat. Il feud ebbe inizio durante una puntata di Saturday Night's Main Event andata in onda a livello nazionale nel 1986. Roberts eseguì un DDT su Steamboat facendolo sbattere sul pavimento in cemento dell'arena davanti agli occhi atterriti di sua moglie, Bonnie, che aveva iniziato a molestare prima di essere interrotto da Steamboat. Tramortito The Dragon, Jake mise il suo serpente Damien addosso all'esanime Steamboat, mettendoglielo anche in bocca. In seguito lo stesso Roberts affermerà che era stato inizialmente contrario alla storyline perché temeva di poter infortunare seriamente, o peggio uccidere, Steamboat sul serio. Mentre Vince McMahon e il booker George Scott spingevano perché il DDT fosse fatto sul pavimento, Roberts rifiutò finché Steamboat stesso non gli disse che sarebbe stato in grado di proteggersi adeguatamente all'impatto e che quindi non aveva niente di cui preoccuparsi. Il feud proseguì con Steamboat vincitore della maggior parte dei confronti tra i due (ne perse solo uno per conteggio fuori dal ring). L'incontro decisivo si tenne al Saturday Night's Main Event del 13 settembre 1986, dove Ricky portò con sé un drago di Komodo per tenere a bada Damien, e riuscì a battere Roberts. Nello stesso periodo, dato il buon successo che stava riscuotendo il suo personaggio, a Roberts venne affidato uno spazio personale in TV chiamato "The Snake Pit", che debuttò durante la prima puntata di WWF Wrestling Challenge. Lo "Snake Pit" si ispirava al precedente "Piper's Pit" di Roddy Piper, ed era uno spazio interviste nel quale Roberts faceva domande ai vari wrestler e manager circa i loro feud in corso di svolgimento. Il segmento venne poi trasportato a WWF Superstars of Wrestling (in sostituzione del "Piper's Pit" ormai conclusosi) per poi terminare nel luglio 1987.
Nel novembre 1986 Roberts sfidò "Macho Man" Randy Savage per il titolo intercontinentale. Prima del match, l'annunciatore Vince McMahon disse che il pubblico avrebbe probabilmente sostenuto Savage (anche se era anche lui un heel) contro un individuo depravato come Roberts. Invece, con grande sorpresa di McMahon e del telecronista Jesse Ventura, i fan osannarono Roberts durante tutto l'incontro. Il match terminò con una doppia squalifica. All'epoca, la WWF stava cercando di promuovere un feud tra Roberts e Hulk Hogan, ma quando i dirigenti si accorsero che il pubblico parteggiava per Roberts anziché per Hogan nella maggior parte dei casi, il progetto venne frettolosamente accantonato.

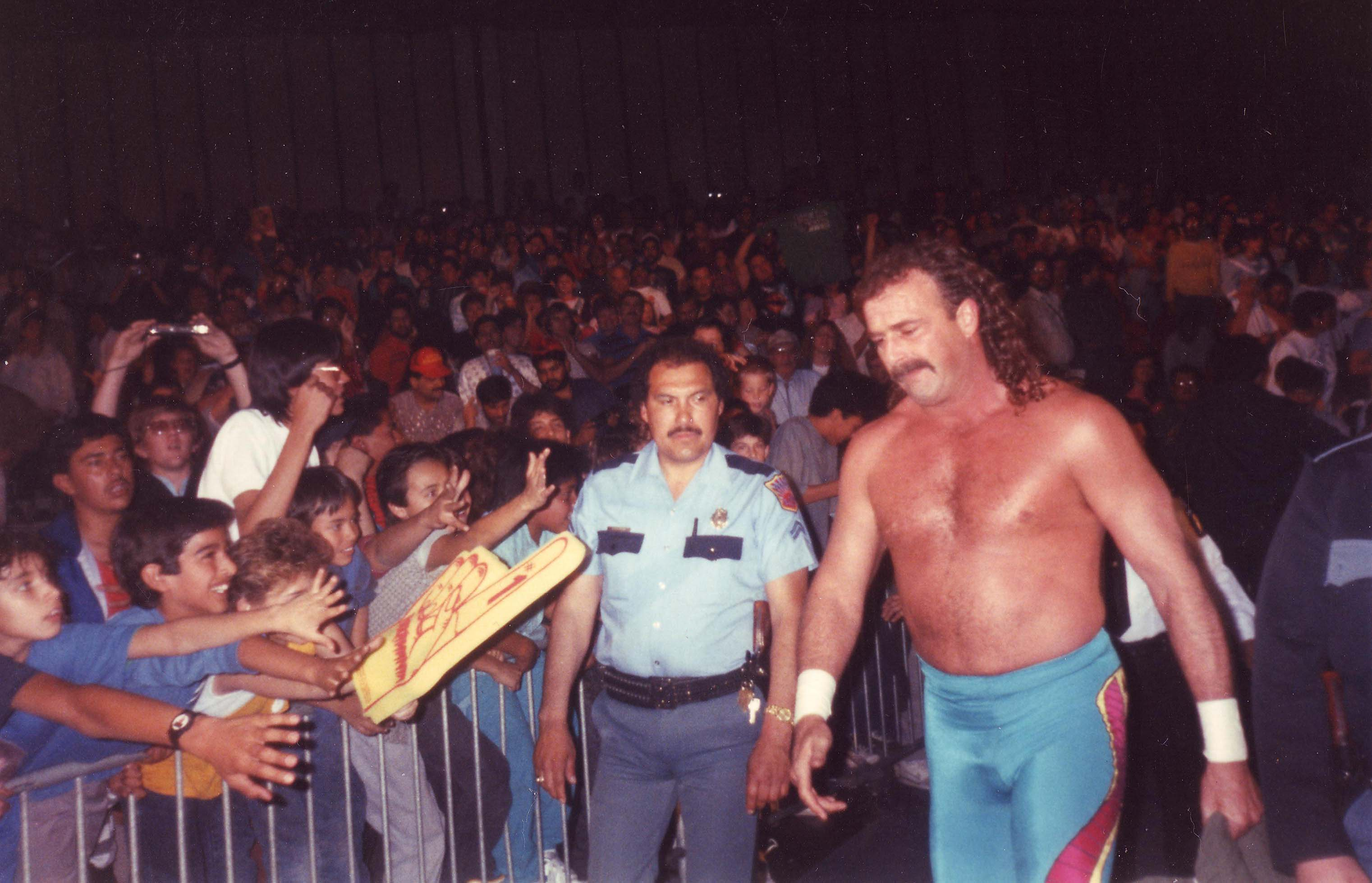
Jake Roberts in WWF negli anni ottanta

Jake diventò ufficialmente un face durante la faida con The Honky Tonk Man. L'impersonatore di Elvis attaccò Roberts colpendolo con la sua chitarra, durante un'intervista allo Snake Pit. Il colpo che Honky Tonk Man diede a Roberts con la chitarra gli infortunò realmente il collo. L'attacco portò al loro match a WrestleMania III dove Roberts si presentò con Alice Cooper al suo angolo. Il match non fu memorabile e Jake fu sconfitto in maniera beffarda e umiliante, ma si prese una grossa rivincita quando lui e Cooper immobilizzarono Jimmy Hart e lo fecero "stritolare" da Damien, tra il boato del pubblico. In seguito Jake cercò diverse volte di strappare la cintura di campione intercontinentale a Honky Tonk Man per tutto il resto del 1987, senza però mai riuscirvi.
Probabilmente il feud più celebre di Roberts in WWF fu quello contro "Ravishing" Rick Rude, colpevole di aver importunato la vera moglie di Roberts, Cheryl, che si era rifiutata di baciarlo. Ciò diede inizio ad una lunga faida che si protrasse per tutta l'estate del 1988. Rude si fece addirittura disegnare sul costume all'altezza dei genitali l'effigie di Cheryl e cominciò a portarla così raffigurata in ogni suo match, facendo impazzire di gelosia il marito Jake, che spesso e volentieri interferiva negli incontri del rivale, come in quello svoltosi a SummerSlam '88 tra Rude e Junkyard Dog. Il primo dei molti scontri fra The Snake e Ravishing Ric Rude avvenne a WrestleMania IV il 27 marzo 1988, nel primo turno del torneo per assegnare il vacante titolo del mondo WWF, ma l'odio reciproco tra i due contendenti fu tale che non bastarono 15 minuti di lotta per stabilire il vincitore e il match finì in pareggio per limite di tempo.

#### 1989–1990

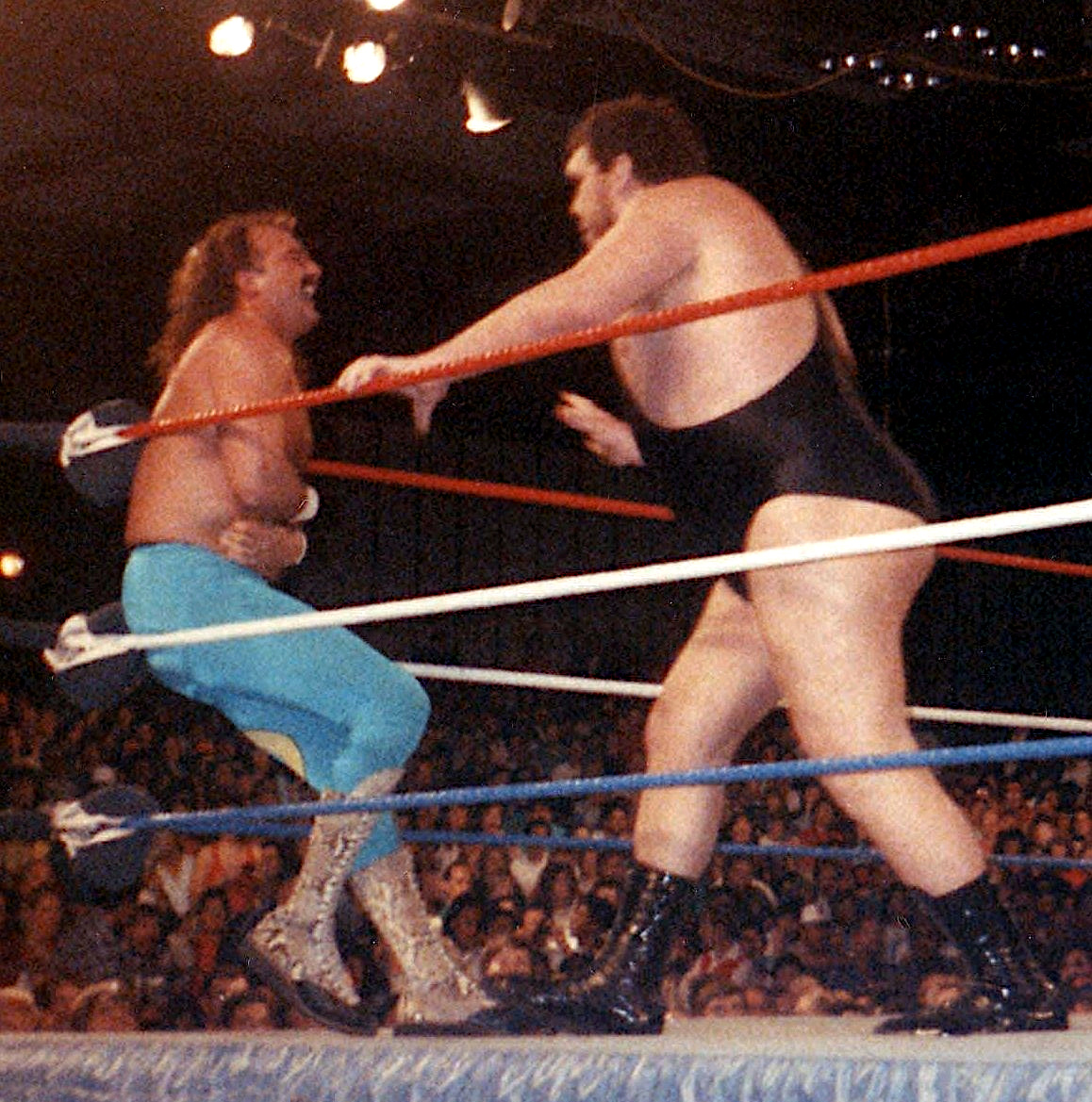
Roberts contro André the Giant

Dopo Rude il prossimo avversario di Jake fu l'enorme André the Giant, che si era rivelato letteralmente terrorizzato dai serpenti. Durante una puntata di Saturday Night's Main Event, Roberts e Rude si stavano affrontando in un match, quando arrivò André in aiuto di Rude. Roberts utilizzò il suo serpente, Damien, per spaventare Andre fino a provocargli quasi un infarto (kayfabe). Il feud terminò con la vittoria di Jake per squalifica di Andre a WrestleMania V. Poco tempo dopo la fine del feud con André, Roberts si scontrò con Ted DiBiase. L'oggetto del contendere tra i due era la Million Dollar Belt di DiBiase. La resa dei conti avvenne a WrestleMania VI, dove, in un match con la cintura da un milione di dollari in palio, DiBiase sconfisse Roberts per count-out.
Dopo un breve feud interlocutorio con Bad News Brown nell'estate del 1990 Roberts si trovò davanti Rick "The Model" Martel che lo accecò da un occhio (kayfabe) spruzzandogli in faccia il suo profumo. Nella storyline Roberts iniziò addirittura ad indossare una lente a contatto bianca sull'occhio offeso, al fine di "provare" che era realmente stato accecato. Dopo diversi scontri, il feud culminò in un "Blindfold Match" a WrestleMania VII, nel quale entrambi i contendenti indossavano dei cappucci neri che gli impedivano di vedere. L'incontro, uno dei più lenti e meno riusciti incontri di Wrestlemania di tutti i tempi, terminò quando Roberts schienò Martel dopo averlo steso con la sua DDT.

#### 1991–1992
(Jake Roberts)
A metà 1991 Roberts si imbarcò in una faida con Earthquake dopo che il canadese aveva letteralmente "spappolato" Damien con un paio di "Earthquake Splash" uccidendolo sul colpo durante un incontro trasmesso in televisione. Nella vita reale Damien era morto di vecchiaia qualche tempo prima, e per giustificarne l'assenza agli occhi del pubblico venne ideata questa "macabra" storyline che fece infuriare gli animalisti dell'epoca. In realtà, la sacca di Roberts non conteneva nessun serpente, bensì carne di hamburger con un piccolo motorino dislocato all'interno per far sembrare che il sacco si muovesse. Il feud si spinse ancora più in là nel cattivo gusto, quando nelle settimane seguenti Earthquake incominciò ad apparire a WWF Prime Time Wrestling con in testa un cappello da cuoco e servendo dei "Quakeburgers" al conduttore Lord Alfred Hayes, rivelandogli poi che erano fatti con la carne di Damien. Da parte sua, Roberts apparve al Barbershop di Brutus Beefcake dicendo: «You could do two things: roll over and die, or get yourself a bigger snake» («Potresti fare due cose: arrenderti e morire, o prendere un serpente più grande»), presentando al mondo il suo nuovo pitone "Lucifer", presunto fratello maggiore di Damien. Quella che sarebbe potuta essere la rivalità più forte e sentita fra quelle sostenute da Jake in WWF non si sviluppò mai compiutamente, dato che Roberts ed Earthquake si affrontarono solamente durante qualche house show e in un solo ppv, tra l'altro minore, l'inglese UK Rampage del 24 aprile, dove Roberts perse per conteggio fuori dal ring.
Nell'estate del 1991 Roberts diede i primi segni del suo passaggio tra le file dei "cattivi" durante delle scenette televisive che lo vedevano addestrare Ultimate Warrior in vista di un match contro The Undertaker. Nelle scenette, Roberts spiegava a Warrior che, dopo aver superato tre prove, avrebbe conquistato "il sapere del lato oscuro" che gli avrebbe permesso di sconfiggere Undertaker. I segmenti televisivi videro Warrior rinchiuso dentro una bara, sepolto vivo e rinchiuso in una cella piena zeppa di serpenti. Durante l'ultima scena, Warrior aprì una cesta che doveva contenere la "risposta", ma invece vi trovò dentro un cobra reale (finto) che lo morse. Mentre Warrior "sveniva" a causa degli "effetti" del morso, Roberts fu raggiunto da Undertaker e Paul Bearer, rivelando al pubblico che i tre erano in combutta fra di loro; Jake chiuse la puntata affermando: «Never trust a snake» («Mai fidarsi di un serpente»). Furono anche programmati una serie di incontri tra Roberts e Warrior, ma nel mese di agosto la faida venne cancellata a causa del licenziamento di Ultimate Warrior dalla WWF dopo SummerSlam, dove invece Roberts attaccò selvaggiamente "Macho Man" Randy Savage ed Miss Elizabeth al loro ricevimento di nozze. Arrivò però Sid Justice a difendere la coppia di finti novelli sposi (Savage e la Hulette erano già sposati dal 1984 nella vita reale) e si schierò contro Roberts. I due iniziarono un breve feud, che ebbe termine a causa di un infortunio reale che Sid si era procurato ad un bicipite. Il naturale prossimo avversario di Roberts fu Savage che doveva ancora lavare l'onta dell'attacco precedentemente subito. Durante la puntata del 21 ottobre di WWF Superstars of Wrestling, Roberts imprigionò Savage tra le corde del ring e gli fece morsicare l'avambraccio da un vero cobra (al quale era stato privato sia dei denti che delle ghiandole velenifere), scioccando il pubblico ed i telespettatori da casa. Secondo quanto riferito da Roberts nel DVD Pick Your Poison, ebbe dei seri problemi a far mollare la presa al serpente che sembrava non volersi staccare dal braccio di Savage.
A seguito dell'attacco il presidente WWF Jack Tunney proibì a Roberts di portare ancora serpenti sul ring e reintegrò Savage come wrestler attivo per permettergli di vendicarsi. Savage e Roberts si scontrarono nei mesi seguenti in diverse occasioni. Il primo match tra i due ebbe luogo al pay-per-view Tuesday in Texas il 3 dicembre 1991 a San Antonio, Texas, e vide Savage uscire vittorioso; i due continuarono a lottare anche dopo la fine dell'incontro, e Roberts eseguì una serie di DDT su Savage. The Snake chiese poi che Elizabeth si inginocchiasse e lo supplicasse di fermare l'assalto, ma, quando si sentì insoddisfatto delle suppliche di lei, la schiaffeggiò nel bel mezzo del ring. Il feud proseguì all'inizio del 1992, includendo anche l'eliminazione di Roberts da parte di Savage dalla Royal Rumble di quell'anno. La conclusione della faida si ebbe a Saturday Night's Main Event, con Savage che alla fine prevalse sul cattivo. Dopo il match, Roberts si rifugiò nel backstage ed impugnò una sedia in metallo preparandosi a colpire chi fosse entrato per primo, Savage o Elizabeth. Proprio quando Roberts stava per colpire, una figura misteriosa lo fermò. L'individuo si rivelò essere Undertaker in procinto di diventare un face della federazione.
L'incidente nel backstage portò ad un feud con Undertaker che terminò a WrestleMania VIII, con la sconfitta di Roberts ad opera del becchino. L'incontro disputato a WrestleMania VIII sarebbe stato l'ultimo di Roberts nella WWF per circa quattro anni. Jake lasciò la federazione a causa di forti contrasti con Vince McMahon che non voleva farlo entrare nello staff degli sceneggiatori nonostante glielo avesse promesso in precedenza.

### World Championship Wrestling (1992–1993)
Roberts passò alla World Championship Wrestling insieme al padre, Grizzly Smith, cercando in tal modo di dare uno scossone positivo alla sua carriera che stava attraversando un momento di stanca in WWF. Il suo passaggio in WCW fu molto sponsorizzato dalla compagnia, che, con Ric Flair sotto contratto con la WWF, puntò decisamente sul carismatico Jake come nuovo top heel della federazione da contrapporre al favorito del pubblico Sting. Appena arrivato Roberts si schierò subito dalla parte dei "cattivi" Barbarian e Cactus Jack nel loro feud contro Sting e Nikita Koloff.
Il debutto di Roberts in WCW avvenne il 2 agosto 1992 a Baltimora, nel Maryland, con un attacco a tradimento ai danni di Sting che rese il wrestler non in grado di partecipare al match per il titolo che doveva disputare la sera stessa contro Big Van Vader (al suo posto lottò Ron Simmons che vinse il titolo mondiale). Si stava disputando un match tra Ric Rude e Nikita Koloff per il titolo USA, quando irruppe sulla scena Cactus Jack cercando di colpire con una sedia Koloff. Sting, che era il commentatore ospite della serata, si alzò dalla poltrona per aiutare Nikita. A quel punto fece la sua entrata Jake "The Snake" che stese Sting con due DDT consecutivi effettuati sulla sedia in ferro portata sul ring da Cactus. Poi cercò anche di posare il suo serpente su uno Sting privo di sensi, ma venne fermato da Simmons, da Barry Windham e dagli Steiner Brothers, accorsi in aiuto dell'amico. Il primo incontro ufficiale di Roberts in WCW ebbe luogo a Chicago una settimana dopo, dove Jake sconfisse sonoramente Marcus Alexander Bagwell. Dopo un altro attacco a tradimento, questa volta ai danni di Dustin Rhodes (altro amico di Sting), a Clash of the Champions XX: 20th Anniversary la squadra di Jake vinse un 4-men elimination tag match contro Sting e soci. Roberts effettuò lo schienamento decisivo proprio su Sting, alimentando ancor di più la tensione tra i due. La resa dei conti tra Roberts e Sting venne fissata per il PPV Halloween Havoc 1992. L'incontro, un Coal Miner's Glove match (la stipulazione del match era stata decisa per sorteggio), fu uno dei peggiori in assoluto mai disputati in WCW e ricevette delle recensioni pessime sia dagli addetti ai lavori che dai fan. Poco tempo dopo Roberts lasciò la federazione senza aver vinto nessun titolo importante.

### Asistencia Asesoría y Administración (1993–1994, 1997)
Dopo l'esperienza in WCW, Roberts, vistosamente appesantito a causa dell'abuso di alcool, debuttò nella federazione messicana Asistencia Asesoría y Administración nell'aprile 1993, causando la sconfitta di Konnan in un match "carriera contro carriera" a TripleMania I. Konnan e Jake si scontrarono per tutto il 1994 fino ad arrivare al pay-per-view TripleMania II-C, durante il quale Konnan sconfisse Roberts in un Hair vs. Hair Match.
Per qualche mese nel corso del 1997, Roberts lottò ancora nella AAA, combattendo in coppia con Gorgeous George III, Glenn Jacobs e Rick Bognar. Gli incontri non ebbero successo e Roberts lasciò la compagnia dopo TripleMania V.

### Smoky Mountain Wrestling (1994)
Mentre combatteva nella federazione messicana, Roberts iniziò a competere anche nella Smoky Mountain Wrestling, la federazione messa in piedi da Jim Cornette nel 1991. Il 2 maggio 1994, The Snake riuscì a sconfiggere il campione mondiale "Dirty White Boy" Tony Anthony, con l'aiuto del misterioso wrestler Kendo The Samurai. Diventato campione mondiale SMW, Jake cominciò un regno di terrore che durò per 2 mesi, continuando sempre a scontrarsi con Dirty White Boy. Il suo nuovo look con la testa rasata (conseguenza forzata della sconfitta nel match contro Konnan a Triplemania II-C) incuteva timore, e non mancarono sue lunghissime interviste nelle quali ostentava la sua pericolosità e il suo dubbio stato di sobrietà mentale. Inoltre Roberts si rese protagonista di episodi violenti e crudeli come il DDT inflitto alla valletta e compagna di Anthony, la Dirty White Girl, davanti all'ex campione che assisteva impotente (una versione estremizzata di quello che era successo con Macho Man ed Elizabeth in WWF nel 1991). Roberts perse il titolo mondiale SMW il 5 luglio 1994 proprio contro Dirty White Boy. Per il resto dell'anno e per tutto il 1995, Jake Roberts rimase inattivo lontano dal ring a causa dei suoi problemi personali con alcool e droga.

### Ritorno alla World Wrestling Federation (1996–1997)

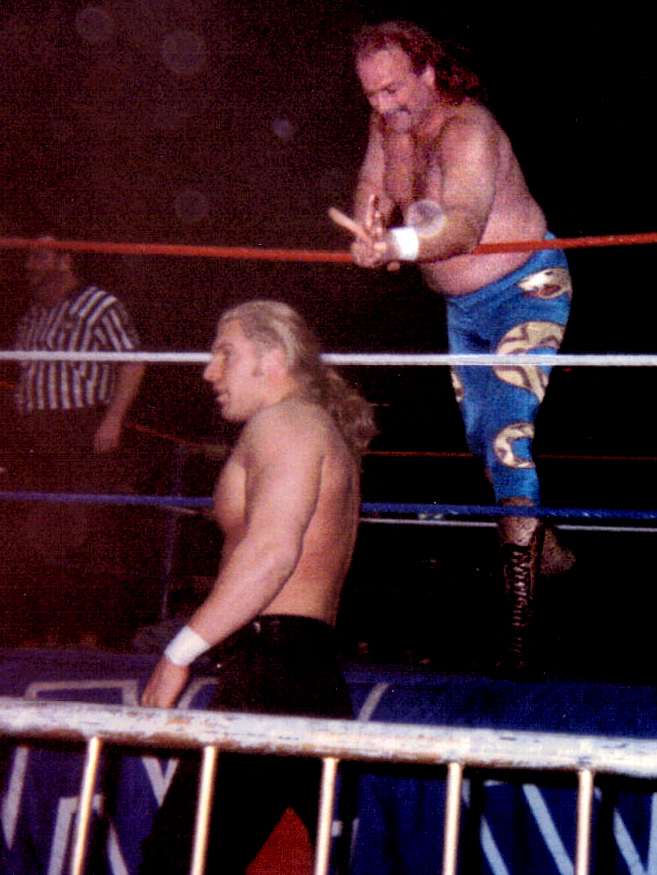
Roberts contro Hunter Hearst Helmsley nel 1996

Roberts ritornò in WWF alla Royal Rumble 1996, con un personaggio tornato face e diventato timorato di Dio, che citava passi della Bibbia. Per tener fede alla sua attuale gimmick, il suo nuovo serpente, un pitone albino, venne chiamato "Rivelazione" (dal "Libro della Rivelazione"). La gimmick prendeva spunto dalla vita reale di Roberts, che era recentemente diventato un "Cristiano Rinato".
Durante questo secondo periodo passato in WWF, Roberts venne contrapposto a Steve Austin nella finale del torneo King of the Ring di quell'anno. A causa dei pesanti infortuni che aveva subito nel precedente match di semifinale contro Vader, Austin riuscì a sconfiggerlo facilmente e prese in giro la sua religiosità citando un passo della Bibbia (Giovanni 3:16) con una frase che diventerà poi famosa: «You sit there, and you thump your Bible, and you say your prayers, and it didn't get you anywhere... Talk about your psalms, talk about your John 3:16 ... Austin 3:16 says I just whipped your ass!» («Ti siedi là a percuotere la tua Bibbia, e dici le tue preghiere, e tutto questo non ti ha portato da nessuna parte ... Parli dei tuoi salmi, parli del tuo Giovanni 3:16 ... Austin 3:16 ti dice che ti ho appena preso a calci in culo!»). "Austin 3:16" divenne una delle catchphrase più famose della storia del wrestling ed è in qualche modo indicata come l'inizio dell'Era Attitude. Dopo la sconfitta a King of the Ring, il prossimo feud programmato per Roberts fu quello contro Jerry "The King" Lawler, la cui storyline prevedeva la messa in ridicolo dei reali problemi di Roberts con l'alcolismo.
Nel novembre del 1996, Roberts, Vader, e Brother Love apparvero nella sit-com della ABC Crescere, che fatica!. All'inizio del 1997, la WWF consigliò a Roberts di smettere di combattere sul ring per intraprendere una carriera dietro le quinte. Dato che amava ancora lottare, Jake non prese bene la decisione della compagnia. Questo fatto lo portò a far uso smodato di droghe ed alcool. Venne infine licenziato nel febbraio 1997. Secondo il DVD Pick Your Poison, il licenziamento fu la causa della separazione dalla moglie Cheryl, che chiese il divorzio.

### Extreme Championship Wrestling (1997–1998)
Durante l'estate del 1997, Jake debuttò nella Extreme Championship Wrestling. La sua entrata in scena avvenne alla fine di un match tra Lawler e Tommy Dreamer. Quando il match era verso la fine, le luci dell'arena si spensero improvvisamente. Pochi secondi dopo, quando tornò la luce, Roberts era in piedi al centro del ring, in abiti civili, dopo aver eseguito un DDT su Dreamer. Subito dopo sembrò voler stringere la mano all'attonito Lawler, ma invece gli fece un braccio teso a tradimento stendendolo e lo mise di peso sopra Dreamer permettendogli quasi di vincere l'incontro prima di uscire dal ring. The Snake tornò sul ring nel ppv Terry Funk's Wrestlefest, in occasione di uno dei tanti addii al wrestling di Funk. Questa volta combatté in un six-man tag team insieme agli Headhunters e venne sconfitto dal trio giapponese composto da Hakushi, Hayabusa e Masato Tanaka.
Successivamente diradò molto la presenza sul ring e la sua unica partecipazione a un ppv fu a November to Remember il 1º novembre 1998 dove fu il partner a sorpresa di Tommy Dreamer in un match contro Justin Credible e Jack Victory. Questa volta Jake riuscì a conquistare la vittoria.

### Il casoHeroes of Wrestling(1999)
Nel 1999 il presidente della Fosstone Production, Bill Stone, volle approfittare del grande successo mediatico del wrestling organizzando una serie di pay-per-view con protagonisti wrestler famosi degli anni ottanta e inizio novanta.

L'evento, svoltosi il 10 ottobre 1999 al "Casino Magic" di Bay St. Louis, viene generalmente ricordato per la sua conclusione, che avrebbe dovuto vedere l'esibizione dei due match principali: Jake Roberts contro Jim Neidhart e King Kong Bundy contro Yokozuna. Tuttavia i problemi con alcol e droghe di Roberts impedirono lo svolgimento di quanto programmato: egli si presentò allo show quasi completamente ubriaco e prima del match con Neidhart doveva registrare un'intervista nella quale avrebbe dovuto sbeffeggiare Neidhart. Dato l'alto livello di intossicazione alcolica il tutto si risolse in una lunga sequela di frasi sconnesse e biascicate nelle quali Roberts utilizzò prevalentemente dei giochi di parole basati sul casinò dove si svolgeva l'evento. Un segmento in particolare divenne "virale" quando venne postato sul sito WrestleCrap: 
Dopo l'intervista Roberts si avvicinò al ring con il suo caratteristico serpente. Tuttavia dopo aver accennato a tornarsene nel dietro le quinte Roberts mise giù la sacca con il serpente e iniziò a parlare con il pubblico. Prima di salire sul ring afferrò una donna tra il pubblico e si fece accarezzare il petto nudo, poi tolse il serpente dalla sacca e simulò una masturbazione con esso. La regia passò velocemente a riprese ravvicinate del pubblico per non mostrare ciò che stava succedendo e quindi molti spettatori da casa non si accorsero nemmeno di quello che stava succedendo. Alla fine dopo essere collassato al centro del ring Roberts cercò di baciare il serpente.
Nel tentativo di salvare il match Bill Stone decise di organizzare al volo un match di coppia tra Roberts-Yokozuna e Bundy-Neidhart. Stone si consultò a bordo ring con i wrestler stessi per confermare il tutto. Bundy schienò Roberts dopo averlo colpito con uno splash, dopo che Roberts era caduto svariate volte sul ring chiaramente non in grado di combattere. Yokozuna e Stone cercarono di salvare l'evento e la reputazione di Roberts inducendolo ad assalire Stone, in modo da far sembrare il suo comportamento predeterminato come da copione, ma Roberts dimostrò scarso interesse e iniziò invece a spogliarsi nel bel mezzo del ring prima che la trasmissione venisse bruscamente interrotta.

### Il casoBeyond the Mat(1999)
Nel 1999 Roberts venne inserito contro il suo volere nel documentario Beyond the Mat. Nel film Roberts è ripreso mentre fa numerose tristi considerazioni circa il suo tragico passato, inclusa la morte della sorella e la fine del suo matrimonio. Tra i momenti più scioccanti suggeriti chiaramente nel film, anche se non mostrati in video, abbiamo Roberts che fuma crack in una stanza d'hotel dopo aver rivisto la figlia Brandy in un appuntamento finito male. Nel 2005, Roberts, insieme ad altri, ha fortemente criticato il film per averlo mostrato sotto una luce negativa, affermando che la descrizione di lui che traspare dal documentario non è "il vero Jake Roberts". Roberts affermò anche che il regista Barry Blaustein e Terry Funk gli avevano mentito circa le intenzioni del film, dicendogli che avrebbe dovuto essere uno speciale TV sugli effetti dell'abuso di droga ed alcool.

### Ritorno in WWE (2005)
Roberts riapparve a sorpresa alla World Wrestling Entertainment il 14 marzo 2005 durante una puntata di Raw, nella quale si confrontò con Randy Orton, che si stava preparando per affrontare The Undertaker a WrestleMania 21. Roberts mise in guardia Orton avvertendolo che scontrarsi con Undertaker, specialmente a WrestleMania, poteva essere un'esperienza terribile. Subito dopo rimase vittima di una "RKO", la mossa finale di Orton, che lo colpì per alimentare ancora di più la sua nomea di "Legend Killer". In seguito Roberts collaborò con la compagnia per la preparazione di un DVD biografico dedicato alla sua carriera (il già menzionato Pick Your Poison) che venne infine messo in commercio nel 2005 con il titolo Jake the Snake Roberts: Pick Your Poison.

### Total Nonstop Action Wrestling (2006–2008)
Il 19 ottobre 2006, Roberts è apparso durante una puntata di Impact!. Annunciò che avrebbe arbitrato il Monster's Ball Match tra Brother Runt, Abyss, Raven, e Samoa Joe a Bound for Glory 2006. Durante il pay-per-view, eseguì un DDT su Raven, permettendo a Samoa Joe di vincere il match.
Nel 2008 tornò una seconda volta in TNA per un'apparizione di una sera soltanto come ospite al matrimonio tra "Black Machismo" Jay Lethal e SoCal Val a Slammiversary.

### Circuito indipendente (2008–2011)

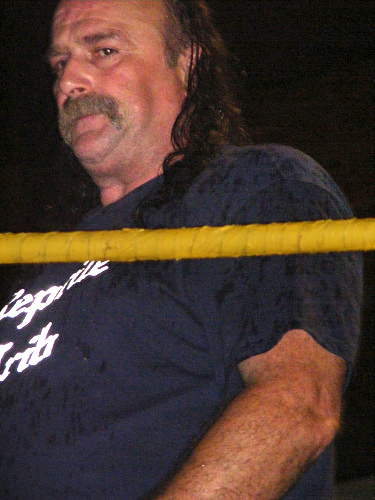
Roberts nel 2008

Roberts fece un'apparizione nella federazione locale di Houston, la Pro Wrestling Alliance proprietà di Booker T, dove girò uno spot nel quale ammoniva chi volesse entrare nel mondo del wrestling a non ripetere i suoi stessi errori. Ad un certo punto, affermò di amare il mondo del wrestling professionistico più di ogni cosa al mondo. Il wrestler PWA "Rockstar" Robbie Gillmore lo interruppe cercando di farsi amico l'anziano campione mostandogli che indossava una maglietta con disegnato un cobra sul davanti. Roberts aveva appena finito di dire che tutto quel che chiedeva era un po' di rispetto, e si dimostrò molto seccato dall'interruzione di Rockstar. Quindi, Roberts attaccò Gillmore.
Nel maggio 2009, Roberts si unì al Jim Rose Circus in occasione dell'evento Jim Rose Circus vs. Jake "The Snake" Roberts: The Legends Collide Tour. Una sorta di lunga tournée per gli Stati Uniti che avrebbe toccato 40 città con la presenza di belle ragazze, wrestling, acrobati da circo, e combattimenti vari.
Nell'agosto 2010 durante uno show 2CW, Roberts parlò della recente morte di suo padre e del suo imminente ritiro.
Il 29 gennaio 2011, Roberts lottò in quello che venne definito il suo "retirement match", sconfiggendo Sinn Bodhi nel corso di uno show Pro Wrestling Guerrilla durante WrestleReunion 5.

### Sporadici match e WWE Hall of Fame (2012–2019)

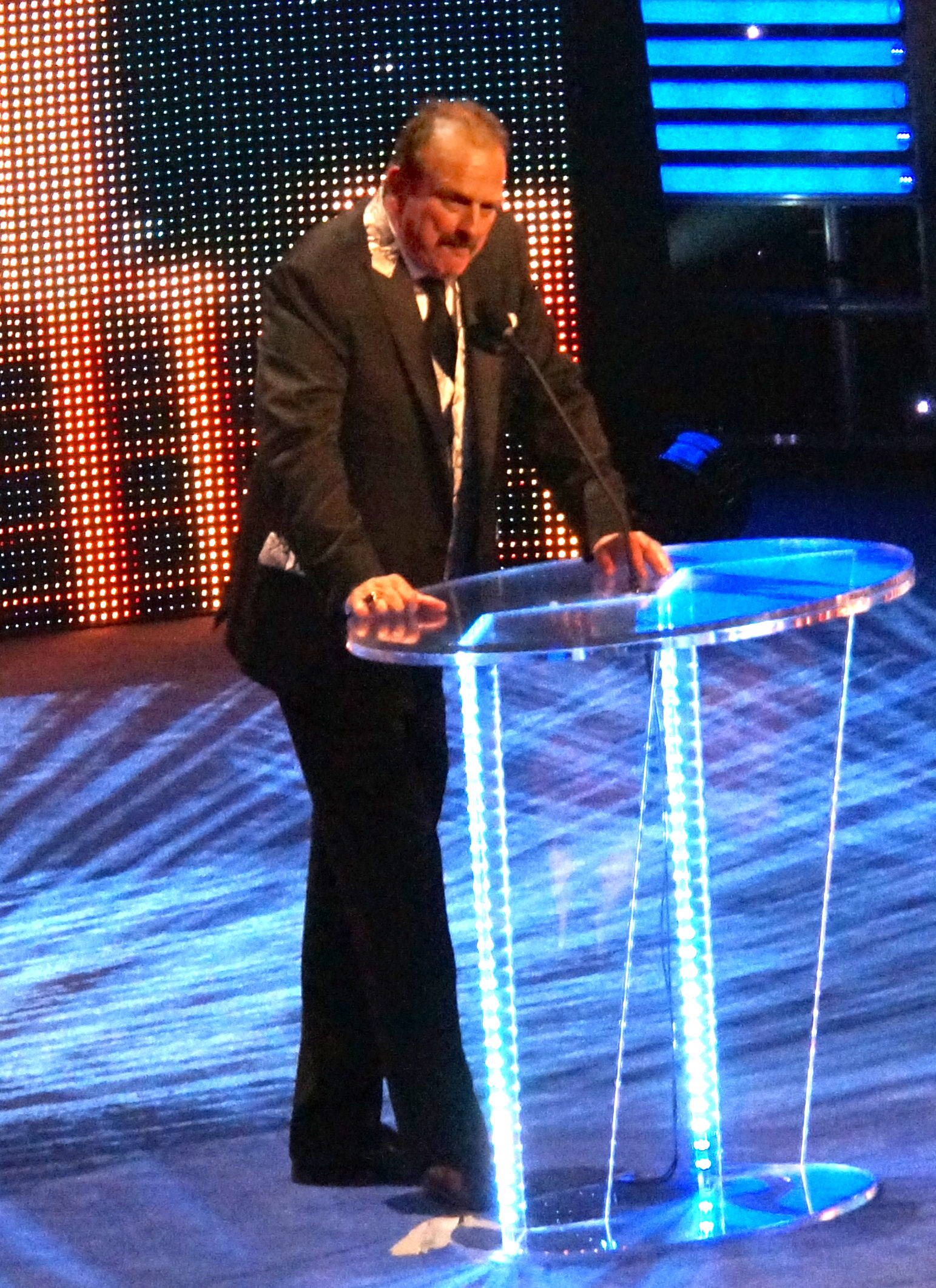
Nel 2014 Roberts viene introdotto nella WWE Hall of Fame

All'inizio dell'ottobre 2012 sono circolate voci circa la volontà di Roberts di rimettersi in forma in vista di un ultimo periodo come wrestler professionista. Aiutato dall'ex wrestler Diamond Dallas Page, Roberts iniziò un programma di allenamento ad Atlanta, Georgia. Page affermò che il loro obiettivo era quello di mantenere Jake pulito dalle droghe, sobrio, e abbastanza in forma per poter tornare ancora una volta sul ring attraverso lo yoga e la meditazione. Page disse quanto Jake fosse sinceramente rammaricato del brutto stato nel quale si era presentato ai fan nell'ultimo periodo della sua carriera, e fermamente deciso a tornare al top per l'ultima volta.
Nel dicembre 2012, Jake è stato informato della sua introduzione ufficiale nel Cauliflower Alley Club a votazione unanime.
Durante un'intervista avvenuta il 6 aprile 2013 al 1Wrestling, dichiara di voler tornare per la Royal Rumble 2014 e vincerla. Il 6 gennaio 2014 Jake "The Snake" ha fatto un'apparizione durante una puntata di Raw, gettando il suo serpente "Revelations" addosso a Dean Ambrose.
Anche se non riesce ad essere inserito nel roster dei partecipanti alla Royal Rumble 2014 come avrebbe voluto, durante la puntata di Raw del 27 gennaio 2014, Roberts è stato annunciato da Jerry Lawler come secondo prossimo ammesso nella WWE Hall of Fame. Venne introdotto da Dallas Page il 5 aprile 2014. Nel documentario The Resurrection of Jake the Snake, Roberts spiegò a Page che la WWE decise di non farlo partecipare alla Royal Rumble 2014 in favore della sua ammissione nella Hall of Fame, ma che la federazione gli ha comunque prospettato la possibilità di farlo partecipare alla successiva edizione.
Il 18 maggio 2013 Roberts ritornò sul ring per la First State Championship Wrestling, una federazione minore con sede nel Delaware, prendendo parte ad un eight-man tag team match. Jake fece squadra con Eric Chapel e CraziiWolf (Crazii Shea & Greywolf), sconfiggendo Sal Sincere, Steve C Wrestling e Pretty Ugly (Jimmy Dream & Adam Ugly).
Il 14 giugno 2014 Roberts partecipò a un six-man tag team match nella Reborn Wrestling (una federazione di wrestling dalla forte connotazione religiosa con sede a Johnson City, nel Tennessee), lottando insieme a The Stallion e Alex Cage per sconfiggere EZ Money, il campione Reborn Cody Ices e Anthony Brody..

### All Elite Wrestling (2020–presente)

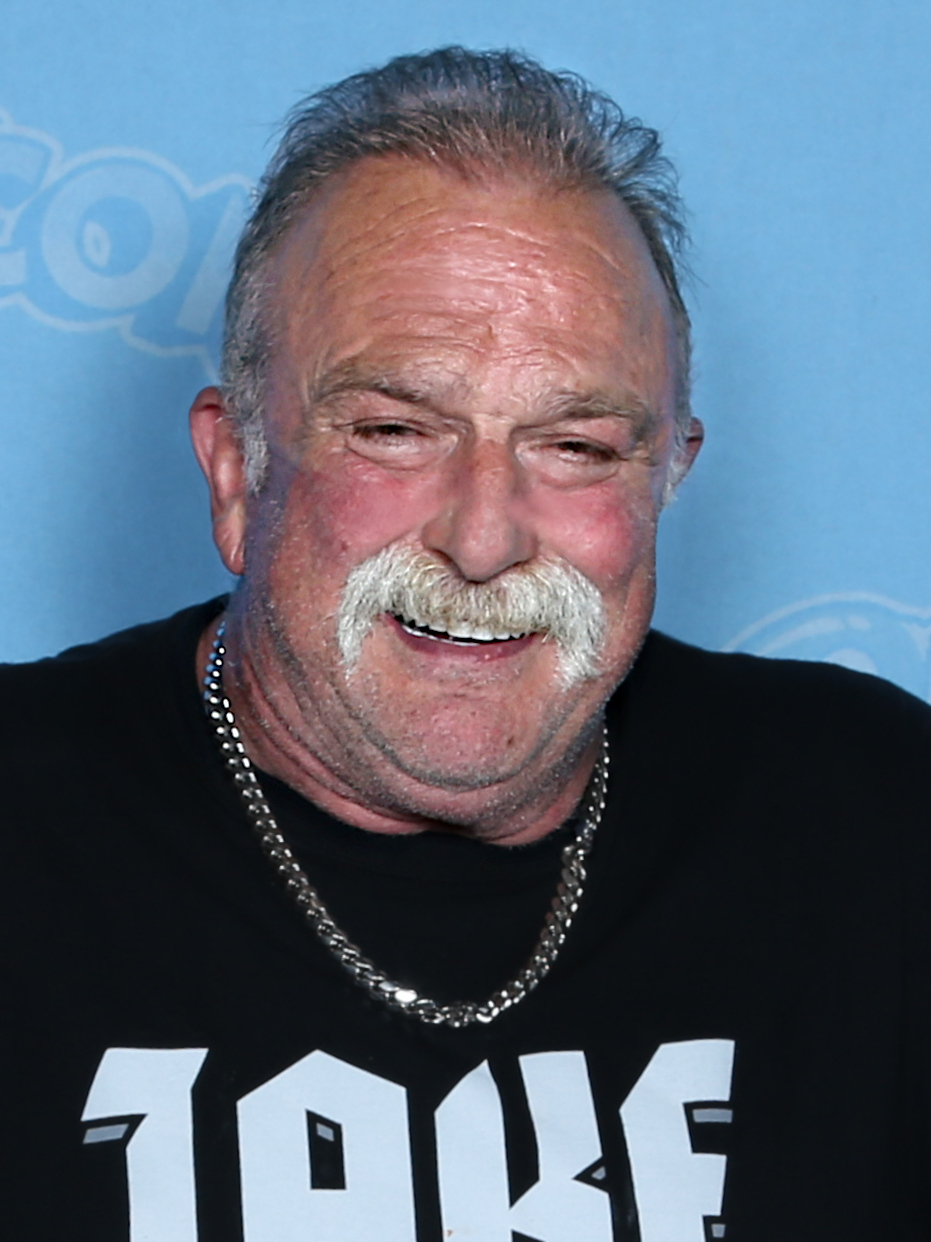
Jake Roberts nel 2022

Il 4 marzo fa un'apparizione nella All Elite Wrestling dove si confronta con Cody Rhodes lanciando la sfida da parte di un suo cliente al quale fa da manager. Nella puntata dell'11 marzo si presenta con il suo cliente che si rivela essere Lance Archer. In seguito Archer viene annunciato come partecipante al torneo per l'assegnazione del vacante AEW TNT Championship; riesce a sconfiggere Colt Cabana ai quarti di finale, e Dustin Rhodes in semifinale. All'evento Double or Nothing del 23 maggio 2020, Archer perde in finale con Cody Rhodes dopo che Mike Tyson ha impedito qualsiasi interferenza da parte di Roberts in favore di Archer.
Nel novembre 2020, Roberts fu trasportato in ospedale dopo un periodo prolungato di problemi di tosse e di "mancanza di respiro". Dopo alcuni giorni di ricovero, gli fu diagnosticata una broncopneumopatia cronica ostruttiva. A causa della malattia, non poté partecipare alle registrazioni AEW del 16 e 17 dicembre.
Nel luglio 2021 Roberts annuncia di avere firmato un prolungamento di contratto della durata di due anni con la AEW. Nel 2022 Roberts torna ad assistere Archer, che all'epoca si era alleato con il leader dell'American Top Team Dan Lambert, durante il suo feud con Adam Page per l'AEW World Heavyweight Championship. Il 27 aprile a Dynamite, Roberts accompagnò Archer al ring durante il match di quest'ultimo con Wardlow.
Il 1º febbraio 2023 venne annunciato che Roberts, insieme a Mark Henry, Paul Wight e Shawn Dean, era stato nominato consigliere speciale nel programma di sensibilizzazione della comunità AEW, intitolato AEW Together. In un comunicato stampa, il loro ruolo fu così spiegato: "Porteranno la loro esperienza e passione per le relazioni con la comunità per aiutare a identificare le organizzazioni partner in tutto il Paese, assistere nell'incorporare la partecipazione dei talenti e fornire consulenza per migliorare le attivazioni."

## Personaggio

### Mossa finale

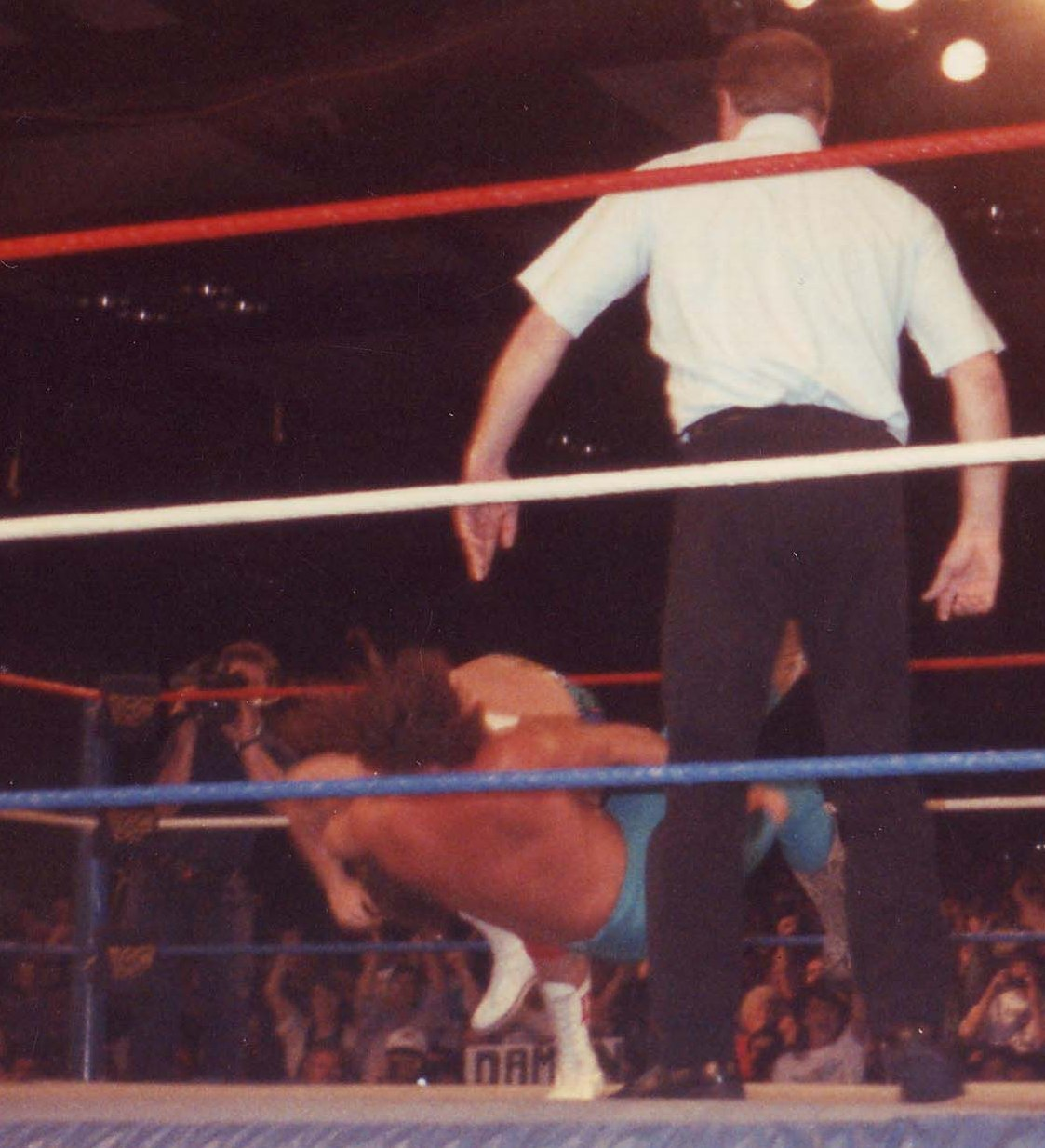
Roberts applica la DDT

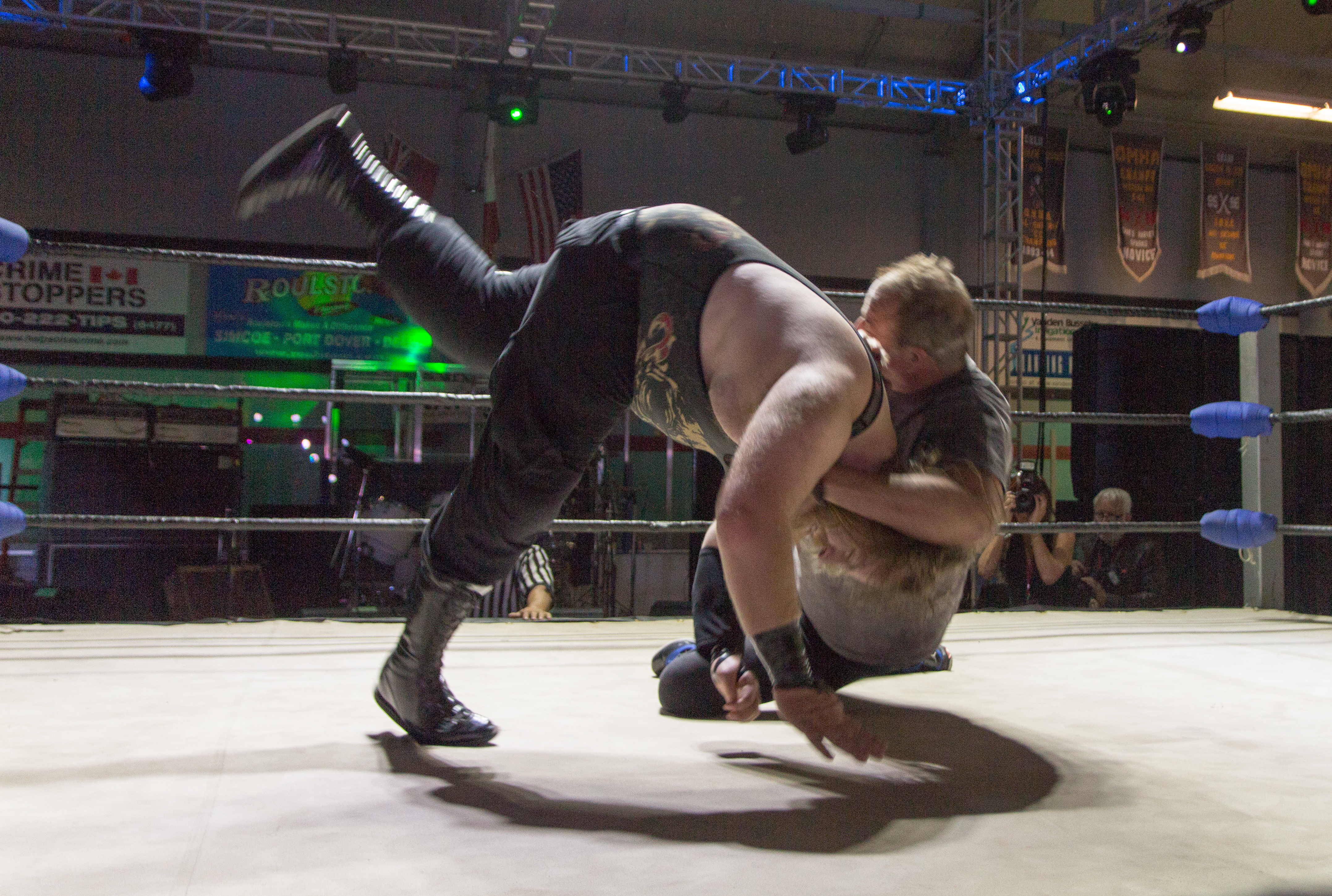
Roberts applica la DDT durante un match nel 2013

- DDT

### Soprannomi
- "The Snake"

## Filmografia parziale
- Beyond the Mat, regia di Barry W. Blaustein (1999)
- Jake the Snake Roberts: Pick Your Poison (2005)
- The Resurrection of Jake the Snake, regia di Steve Yu (2015)
- In viaggio verso un sogno - The Peanut Butter Falcon (The Peanut Butter Falcon), regia di Tyler Nilson e Michael Schwartz (2019)

## Titoli e riconoscimenti
- All-Star Wrestling Network (Georgia)
  - AWN World Heavyweight Champion (1)
- Americas Wrestling Federation
  - AWF Puerto Rican Heavyweight Championship (1)
- Bad Boys of Wrestling
  - BBOW Heavyweight Championship (1)
- Georgia Championship Wrestling
  - NWA National Television Championship (1)
  - NWA World Television Championship (Georgia version) (2)
- Legends Pro Wrestling
  - LPW Hall of Fame (2010)
- Mid-South Wrestling Association
  - Mid-South Louisiana Heavyweight Championship (1)
  - Mid-South North American Heavyweight Championship (2)
  - Mid-South Television Championship (1)
- Professional Wrestling Hall of Fame and Museum
  - (Classe del 2020) - Modern Era
- Pro Wrestling Illustrated
  - Most Inspirational Wrestler of the Year (1996)
  - 100º tra i 500 migliori wrestler singoli nella PWI Years (2003)
- Smoky Mountain Wrestling
  - SMW Heavyweight Championship (1)
- Stampede Wrestling
  - Stampede North American Heavyweight Championship (1)
- World Class Championship Wrestling
  - NWA World Six-Man Tag Team Championship (Texas version) (1) – con Chris Adams e Gino Hernandez
  - WCCW Television Championship (1)
- WWE
  - WWE Hall of Fame (2014)